# グランドスタッフ
グランドスタッフ、グラウンドスタッフ（Ground Staff, GS）とは、空港で働く航空会社の地上勤務職員。

日本における歴史
全日空(ANA)では、かつて特定地上職という職掌で自社採用していた。1968年に羽田空港と伊丹空港に同社初のグランドホステス（現在のグランドスタッフ）が誕生。その後もANAでは「特定地上職」（カスタマーフロント職）という呼称の一般職掌で採用していたことがある。
日本航空(JAL)の公式公表では1966年に誕生としている。
日本エアシステム(JAS)では1971年に誕生。※尚、それ以前のJASの前身となる、東亜国内航空(TDA)や、それより更に起源となる東亜航空(TAW)・日本国内航空(JDA)の同職種については定かでない。
その後コーポレートカラーの虹に因んで、レインボーアテンダントという呼称で採用していた。
因みにJASでは、会員制ラウンジをかレインボーラウンジ、B777をレインボーセブン、エコノミーとビジネスの間に設定された有料指定席をレインボーシートと呼んでいた。
各社グランドホステス(グランドスタッフ)誕生にもばらつきがあり、資料不足している。これには日本の航空史が背景にあり、戦後やGHQにより国内航空輸送は禁止期間や厳しい制限があった。解禁後の日本政府が定めた「45/47体制」も影響している。戦前・戦後も同系統の職種は存在したと考えられるが、国内大手の前身会社などの資料が不足しており、国内最初の誕生はいつにあたるのか、更なるリサーチが不可欠だと考えられる。

## 業務

### 旅客ハンドリング
空港のカウンターなどで旅客のチェックイン（搭乗手続き受付）や案内・誘導などの業務を行う。
接客資質の他に、国際線業務をこなすための語学能力が必須。また、空港内を走り回ることが多いため、体力も要求される厳しい仕事である。
また、学歴制限もあり、最低でも専門学校か短期大学を卒業していなければならない。
- グランドスタッフの勤務スケジュールは早朝から当日の運行が終了し空港が閉鎖されるまでの間のシフト制で、日々の業務をこなす。
- 日本国内においては、ディスパッチャー、一部の航空整備士を除き、航空会社本体ではなく関連子会社での採用となっている。
- 空港に置かれている旅行会社などの社員が同じ制服を着て行うことも多いが、グランドスタッフではなく、センダー（sender、送り手）と呼ばれる。

従来は女性が多かったので「グランドホステス」の呼称だった。

### ランプハンドリング
空港内で飛行機を誘導するマーシャリングなどの業務を行う。エプロン内での航空機の誘導や機内清掃などを行う職員を指す。こちらはグランドハンドリング(Ground Handling, GH)とも呼ばれる。